# رشا عبد الله سلامة
رشا عبد الله سلامة (مواليد 2 مارس 1984 في عمّان، الأردن) هي كاتبة ومترجمة وصحافية فلسطينية.

## دراستها
تخرجت من كلية الآداب قسم اللغة الإنجليزية في الجامعة الأردنية، كما حصلت على شهادة الماجستير من الجامعة ذاتها.

## حياتها المهنية
بدأت مجالها الصحفي عام 2005، وعملت في صحيفني «الغد» و«الدستور» الأردنيتين، كما نشرت لها مقالات في صحف «القبس» الكويتية و«الأهرام» المصرية و«الأيام» الفلسطينية و«الوطن» السعودية و«الاتحاد» الإماراتية وغيرهم. وقد عملت مندوبة ثقافية لجريدة «الدستور»، ومسؤولة تحرير وتدقيق المحتوى العربي في شركة «سيكاري» الإماراتية.

## مؤلفاتها
- «تماثيل كريستالية» (رواية)، 2010[5]
- «جلابيب قاتمة» (رواية)، 2012[6]
- «حتى مقطع النفس» (رواية)، 2013[7]
- «إضاءات فلسطينية» (كتاب وثائقي)، 2015[8]
- «فندق سلوى» (رواية)، 2018[9][10]